# リュック・モンタニエ
リュック・アントワーヌ・モンタニエ（仏: Luc Antoine Montagnier、1932年8月18日 - 2022年2月8日）は、フランスのウイルス学者である。ヒト免疫不全ウイルス（HIV）の発見により、フランソワーズ・バレ＝シヌシ、ハラルド・ツア・ハウゼンとともに2008年ノーベル生理学・医学賞を受賞した。パリのパスツール研究所で研究員、中国の上海交通大学で専任教授を務めた。
後年は疑似科学に傾倒し、ホメオパシーや「希釈したDNAは水にコピーされてテレポーテーションする」などの科学的に通用しない理論や根拠のないワクチン反対論を唱え、科学界から異端視されて権威を失った。
COVID-19のパンデミックの際は、新型コロナウイルス（SARS-CoV-2）は人為的に作られ、研究室から流出したものであるという説や、変異株の発生はワクチンが原因だとする誤った説を唱えた。このような主張は、他のウイルス学者からは否定され、科学界での孤立を深めたが、反ワクチン派の間では大きな人気を集めた。 
モンタニエは、ノーベル賞受賞という地位を利用して、「自分の専門外のことについて危険な健康メッセージを広めている」として非難され、反科学的な理論を擁護する姿勢から、ノーベル症と呼ばれる現象の一例として挙げられている。

## 経歴
アンドル県シャブリで生まれた。フランスのポワティエ大学とパリ大学で学び、ソルボンヌ大学理学部で助手となり、1960年にPh.D.を取得した。同年、医学研究評議会のウイルス研究ユニットの博士研究員として、イギリスのカーシャルトンに移った。1963年、グラスゴーのウイルス研究所に移り、ウイルスを培養するための軟寒天培地を開発した。
1965年から1972年までキュリー研究所の研究所長を務め、その後パスツール研究所に移り、ウイルスに対するインターフェロンの効果について研究した。

### HIVの発見
1982年、モンタニエらパスツール研究所チームは、エイズ患者のリンパ節から、後にヒト免疫不全ウイルス（HIV）として知られる新たなレトロウイルスを分離した。しかし当時は、まだこのウイルスがエイズの原因であると明らかではなかったため、研究チームはこれを「リンパ節関連ウイルス（LAV）」と名付け、1983年5月20日、研究成果を『サイエンス』誌に発表した。
一方、アメリカのロバート・ギャロ率いるチームも『サイエンス』誌に同様の研究成果を発表し、「HTLV-III」と名付け、それがエイズを引き起こすという証拠を提示した。この発見のタイミングから、どちらが最初にHIVを分離したのかは、長年にわたる論争になった。HIVの分離株は、ウイルスが急速に変異するため通常は高いばらつきがあるが、この最初に分離されたHTLV-IIIとLAVは著しく類似しており、ほぼ同一であること、少なくとも共通のソースを共有していることが示唆された。一時期、ギャロの不正が疑われたが、最終的に否定された。1993年に行われた保存サンプル分析ではギャロの研究に使われた材料にモンタニエが提供した試料が混入していたことが分かっている。
1987年に、フランスとアメリカの政府は、モンタニエとギャロを共同発見者とし、ウイルス名を「ヒト免疫不全ウイルス（HIV）」とすることで合意した。今日では、2人の科学者の功績は同等であり、初めてHIVを分離したのはモンタニエのチームで、このウイルスがエイズを引き起こす原因であると解明したのはギャロのチームであると結論づけられている。
2002年、ギャロとモンタニエは一連の論文を『サイエンス』誌に発表し、そのうちの一つは両科学者の共著で、HIVの発見においてお互いが果たした極めて重要な役割を認めている。

### 賞と栄誉
2008年のノーベル生理学・医学賞は、HIVの発見によりモンタニエと彼の共同研究者フランソワーズ・バレ＝シヌシに授与され、残る半分はヒトパピローマウイルスが子宮頸癌の原因であることを発見したハラルド・ツア・ハウゼンに贈られた。授賞に際して、モンタニエはギャロが受賞の対象にならなかったことについて「驚いた」と述べ、「HIVがエイズの原因であることを証明することは重要であり、ギャロはそのことに非常に重要な役割を担っていた。ギャロにはとても申し訳ない」と述べた。
ラスカー医学賞（1986年）、シェーレ賞（1986年）、ルイ＝ジャンテ医学賞（1986年）、 ガードナー国際賞（1987年）、日本国際賞（1988年）、キング・ファイサル国際賞（1993年）、カール・ラントシュタイナー記念賞（1990年）、ハイネケン賞（1994年)、ウォーレン・アルパート財団賞（1997年）、アストゥリアス皇太子賞（2000年）など、20以上の主要な賞を受賞した。2004年に全米発明家殿堂に選出され、2010年、ウィティア大学より名誉博士号（L.H.D.）を授与された。

## 論争
後年は、しばしば非科学的な理論や根拠のない発言が問題視され、「トンデモ学者」「オカルト学者」「ペテン師」と言われ、学会での権威を失った。
2017年、106人の学術科学者が「モンタニエに命令を下すよう求める」公開書簡を書いた。その手紙には、「私たち医学界の学者は、同業者の一人がノーベル賞の地位を利用して、自分の知識分野外の危険な健康メッセージを広めている事実を受け入れることはできません」と書かれている。

### 栄養療法
2002年、パーキンソン病に悩むローマ法王ヨハネ・パウロ二世に、「発酵パパイヤ」でパーキンソン病が治り、抗酸化作用が老化を防ぐとして提供した。彼は未発表の臨床試験に言及し、「アフリカで治療を受けているエイズ患者に試したが、パパイヤを使うと、免疫力が格段に回復する」「アルコール依存症対策にもなる」と述べている。この宣伝の結果、フランスの薬局では、発酵パパイヤを使ったさまざまな製剤が販売されるようになった。フランス食品安全庁（Afssa）は2004年に調査を行い、発酵パパイヤの有効性が証明されていないこと、主張されているすべての効果は科学的根拠がないことを発表した。
ノーベル賞受賞の翌年、2009年には「抗酸化栄養に支えられた免疫力が高ければ、エイズにかからない」「エイズなどの病気は食事で治る」と主張し、科学者たちから非難された。
彼はアフリカのエイズを、食とホメオパシーで治療することを提案している。2012年、モンタニエがカメルーンの研究所を主宰する話が持ち上がった際、他の44人のノーベル賞受賞者が同国の大統領宛ての書簡に署名し、「科学的根拠に基づかないモンタニエの解決策」を非難し、「カメルーンの医療制度の質に悲惨な影響を与える」と警告した。

### ホメオパシー

#### DNAからの電磁波信号
2009年、議論を呼んだ研究論文を、自身が編集委員長を務めていた新しい雑誌に発表した。彼は、「大量の水で希釈された病原性細菌やウイルスの『DNA配列情報』は、電磁波として水にコピーされるので、DNAがない状態でも電磁波を発し、別の試験管の純水に病原体をテレポーテーションできる」と結論づけている。これは、1988年にジャック・バンヴェニストによって広められた概念である「水には記憶があり、その情報を電話回線やインターネットで送信できる」をアレンジしたものである。この主張を裏付けるような研究はなく、また、それが機能する科学的メカニズムも存在しない。
2011年1月12日のニューサイエンテイスト誌の社説では、この研究が物議を醸していることを紹介するとともに、多くの研究者が「不信感をもって反応した」ことを指摘し、生物学者のPZマイヤーズも「病的科学」であると表現した。彼はこの論文を「私がこれまで出会った中で、最も専門的でない書き方の一つ」であるとし、論文が査読を受けずに投稿から3日で受理されたことを批判している。

#### ホメオパシー療法
2010年6月28日、モンタニエはノーベル賞学者を集めたシンポジウム「リンダウ・ノーベル賞受賞者会議」で、「細菌やウイルスのDNAから出た電磁波が水分子に記憶されるので、それが診断や治療に使える」とするホメオパシー療法を発表し、同僚たちを唖然とさせた。彼は、DNAから発せられる電磁波は、自閉症、アルツハイマー病、パーキンソン病、多発性硬化症、ライム病、関節リウマチをも解明できると主張している。ホメオパシーをニセ医学とみなす他のノーベル賞受賞者や科学者たちは、公然と首をかしげることとなったが、彼の発言は信頼性の向上を切望するホメオパシー支持者たちの間に広まった。英国ホメオパシー協会は、「彼の研究はホメオパシーに『科学的特性』を与えた」と述べている。
カナダのCBCマーケットプレイス番組で、彼の研究は本当にホメオパシーが主張するような理論的根拠があるのかと尋ねられたモンタニエは、「ホメオパシーで使われている製品に当てはめることはできない」と答えた。
彼のこれらの論文は、査読を受けていないこと、その主張が現代の主流の物理学や化学の常識では根拠がないことなどから厳しい批判にさらされた。ブロガーのアンディ・ルイスは、「この論文は重要な実験ステップが一文で無造作に説明され、作業の詳細を説明する試みはほとんどなされていない」「ホメオパシーの支持者は彼の研究をホメオパシーの裏付けだと主張しているが、多くの科学者は軽蔑と厳しい批判をもって迎えている」と述べている。
2010年12月24日、サイエンス誌のインタビュー記事で、モンタニエは自分の研究と計画について質問され、 「水の記憶」などホメオパシーの研究で物議をかもしたジャック・バンヴェニストは「現代のガリレオ」であると述べている。疑似科学に傾倒していると同僚から思われる心配はないのかという質問には、「いいえ、これは疑似科学ではない。ニセ医学でもない。これらは、さらなる研究に値する現実の現象なのです」と答えた。彼はまた、研究費の申請を断られたこと、他の研究者が研究成果を発表するのを阻んできたとして彼が呼ぶ「知的恐怖」から逃れるために、母国を離れて中国に拠点を移すことになったことに言及した。中国の上海交通大学は、彼の研究に対してより「オープンマインド」であると述べている。上海で彼は、彼の研究を掲載する新しい雑誌の編集委員長を務めていた。
モンタニエは、ホメオパシーについての信念についても質問され、次のように答えた。「ホメオパシーがすべてにおいて正しいとは言えない。今言えることは、高濃度希釈が正しいということである。高濃度の希釈液は無ではなく、元の分子を模倣した水の構造である。DNAの場合、ホメオパシーで使われるような非常に高い希釈率10-18では、DNAは1分子も残っていないと計算できる。しかし、それでも私達は信号を感じられる」。

### 自閉症
2012年3月、フランス国立医学アカデミーで講演し、自閉症を農薬や電磁波などの環境要因と関連した疫病になぞらえた。アカデミーのメンバーはショックを受け、「我々は17世紀の医学に戻ってしまった」 と述べた。
2012年5月25日、反ワクチン団体AutismOneの会議で、反ワクチン運動を先導するアンドリュー・ウェイクフィールドとジェニー・マッカーシーと共に基調講演を行い、この偽科学の祭典に信用を与えた。講演で彼は「自閉症は細菌による慢性の感染症であり、抗生物質で治る」という科学的に信用されていない見解を主張し、科学者から激しく批判された。これらの主張は、いかなる対照群の研究によっても裏付けられていない。
同年、彼は自閉症の原因を探ることを目的に、クロニメッド協会を共同設立し、自閉症児に抗生物質を長期投与する療法を推し進めた。
2020年、自閉症を治すという口実で許可なく効果のない抗生物質を処方し、数千人の子どもたちを危険にさらしたとする「クロニメッド事件」の捜査が開始された。

### ライム病
2016年、ライム病が慢性疾患であると信じるモンタニエは、細菌を検出するために「血液中のDNAが発する電磁波を捉える」という斬新な検査方法を提案した。しかし、大多数の医療関係者からは無意味であると非難された。一部の医師は、患者にこの検査を実施させるために、モンタニエが当時経営していた会社（2006年に設立され、過剰な給与コストと資本不足のために2018年に閉鎖）にサンプルを送るよう処方した。この検査の費用は1人当たり300 - 400ユーロであったが、患者は寄付の形で支払い、税金の控除を受けていた。

### 新型コロナウイルス人工説
2020年、新型コロナウイルス感染症（COVID-19）の世界的流行の際に「新型コロナウイルス（SARS-CoV-2）は、武漢の研究所で人工的に作られ、事故で流出した」と主張した。モンタニエは論文ではなくメディアのインタビューで、「コロナウイルスを用いてエイズワクチンを作ろうとしたものであり、SARS-CoV-2のDNA配列にはHIVの要素が加えられている」と語った。しかし、この指摘されたDNA配列は、同じ科のウイルスに共通する要素であったことから、彼の主張は科学界から拒絶された。モンタニエは「ノーベル賞受賞者」という肩書を利用して危険なメッセージを発信したとして、他の学者たちから厳しく批判された。

### ワクチンデマ
2017年11月7日、ワクチン接種に関する立場を理由に弁護士資格を剥奪された医師、アンリ・ジョワイユとともに記者会見をし、反ワクチン運動のいくつかの主張に同意すると宣言した。「乳幼児突然死症候群の原因は、ワクチンである」「アルミニウム塩ベースのアジュバントは、乳児の免疫嵐の原因となる」「乳幼児の副反応時に飲ませるアセトアミノフェンは毒である」。しかしこれらの主張はすべて医学界によって反論された。フランス国立医学アカデミーとフランス国立薬学アカデミーは、科学的根拠のない発言を非難する共同プレスリリースを発表した。フランス国立医学アカデミー会員のMarc Gentilini教授は、「ノーベル医学賞受賞者が、自分の専門外であるワクチン接種について、故意にあいまいで警戒心に満ちた発言をすることは容認できない」「ノーベル賞は、エイズウイルスを分離した、という具体的な事実に対して授与されたものであり、この賞はどのようなテーマについても発言することを認めているわけではない」と述べた。
『フィガロ』紙によれば、モンタニエは、水の記憶に関する発言、あるいはHIVの栄養療法に関する発言以来、「ゆっくりとした難破」の末に「科学的死刑執行令状に署名」したという。『スイス・メディカル・レビュー』誌によれば、「非合理に誘惑された」この教授は、「名誉教授であるパスツール研究所からは勘当され、会員であるフランス国立医学アカデミーからは糾弾され、二度と足を踏み入れることはない」。アカデミーの前会長ベルナール・ムニエは、「モンタニエの晩年については、どの研究者もコメントや説明をすることができない段階にまで達していた」と語った。

#### 新型コロナワクチン
COVID-19のパンデミック時、モンタニエのノーベル賞は、「COVID-19ワクチンは危険である」という彼の有害な見解に重みを与え、顔写真は反ワクチンのネタ画像としてソーシャルメディア上に出回った。
2021年、「COVID-19ワクチン接種が変異ウイルスを生み出した」と主張したが、実際にはワクチン接種の有無にかかわらずウイルスは常に変異しており、変異ウイルスのアルファ、ベータ、ガンマ、デルタといずれもワクチンが実用化されて広がる前に見つかっている。むしろワクチン接種でウイルスの拡散を抑えることが、ウイルスが変異する可能性を減らすためには重要とされる。
また彼は、「抗体依存性増強現象（ADE）」を根拠に、ワクチン接種と死者の増加に因果関係があると主張したが、COVID-19ワクチンにおいてADEは確認されておらず、アメリカ疾病予防管理センター（CDC）は「COVID-19ワクチンと死亡には、明らかな因果関係がない」と評価している。
モンタニエが、「COVID-19ワクチンを接種した人は2年以内に死ぬ」と言ったというのは、発言を曲解したデマである。

## 私生活と死
1961年、Dorothea Ackermanと結婚し、3人の子供を持った。2022年2月8日、ヌイイ＝シュル＝セーヌで死去した。89歳没。